# Det Som Engang Var
Det Som Engang Var (norueguês para "O Que Já Foi") é o segundo álbum de estúdio do projeto solo norueguês de black metal Burzum. Foi gravado em abril de 1992 e lançado em agosto de 1993 pelo próprio selo do Burzum, Cymophane Productions.

## Contexto
Varg Vikernes gravou os primeiros quatro álbuns do Burzum entre janeiro de 1992 e março de 1993 no Grieghallen em Bergen. Porém, os lançamentos foram espaçados, com muitos meses entre a gravação e o lançamento de cada álbum.
O álbum foi inicialmente nomeado På svarte troner (norueguês para "On Black Thrones"), mas foi renomeado pouco antes de seu lançamento. A música "Det Som En Gang Var" (com uma grafia ligeiramente diferente) apareceria no álbum seguinte, Hvis lyset tar oss.
A capa do álbum é visualmente inspirada no módulo Advanced Dungeons & Dragons (1ª edição) The Temple of Elemental Evil.  Na parte inferior da arte há uma representação do "ceifeiro" e da árvore mostrada no primeiro álbum do Burzum. A capa do álbum foi desenhada por Jannicke Wiese-Hansen, que também desenhou a capa do primeiro álbum do Burzum.

## Lançamento
Det Som Engang Var foi lançado em CD em agosto de 1993 pela própria gravadora de Vikernes, Cymophane Productions, que ele criou para poder deixar a Deathlike Silence Productions, que pertencia ao guitarrista do Mayhem, Euronymous.  Seu lançamento foi limitado a cerca de 950 cópias.  Embora os dois fossem amigos, na época do lançamento do álbum eles haviam se desentendido. Em 10 de agosto de 1993, Vikernes esfaqueou Euronymous até a morte do lado de fora de seu apartamento em Oslo. Ele foi preso alguns dias depois e, em maio de 1994, foi condenado a 21 anos de prisão pelo assassinato e pelos incêndios na igreja.
Det Som Engang Var  foi relançado em 1994, pela Misanthropy Records, em dois formatos: CD e vinil. O lançamento em vinil continha um pôster de edição limitada da arte da capa do álbum. 
Após a libertação de Vikernes da prisão em 2009, ele regravou duas canções do álbum - "Key to the Gate" e "Snu Mikrokosmos Tegn" - e as lançou no álbum From the Depths of Darkness.

## Recepção Crítica
| Críticas profissionais | Críticas profissionais |
| Avaliações da crítica  | Avaliações da crítica  |
| Fonte                  | Avaliação              |
| ---------------------- | ---------------------- |
| AllMusic               | [ 4 ]                  |

Eduardo Rivadavia, do Allmusic, escreveu: "A reivindicação de Vikernes ao gênio musical logo seria irreparavelmente manchada por sua, digamos, infâmia extracurricular, enterrando todas as contradições fascinantes inerentes à sua arte sob o rótulo brutalmente unidimensional de "assassino". E, por extensão, forçando complicados sentimentos de culpa sobre todos aqueles que ousariam experimentar esta música de outra forma atraente." 

## Lista de Faixas
Todas as faixas escritas e compostas por Varg Vikernes. 
| N.º            | Título                  | Duração |  |
| 1.             | "Den onde kysten"       | 2:20    |  |
| 2.             | "Key to the Gate"       | 5:10    |  |
| 3.             | "En ring til aa herske" | 7:09    |  |
| 4.             | "Lost Wisdom"           | 4:38    |  |
| 5.             | "Han som reiste"        | 4:50    |  |
| 6.             | "Naar himmelen klarner" | 3:50    |  |
| 7.             | "Snu mikrokosmos tegn"  | 9:36    |  |
| 8.             | "Svarte troner"         | 2:16    |  |
| Duração total: | Duração total:          | 39:49   |  |

## Ficha Técnica

### Burzum
- Varg Vikernes – vocais, guitarra, teclado, bateria, baixo, gongo, produção

### Pessoal adicional
- Euronymous – gongo (faixa 1) [5]
- Pytten – produção
- Jannicke Wiise-Hansen – capa do álbum (a arte é uma recriação parcial da arte da capa de The Temple of Elemental Evil.)

## Ligações Externas
- Det som engang var at Burzum's official website